# Оли Мерс
Оливер Стенли Оли Мерс (енгл. Oliver Stanley Olly Murs) је енглески певач и композитор, музичар и телевизијски водитељ. Мерс је био другопласирани у шестој сезони X Factor-а 2009. Тренутно је потписан за Епик рекордс у Великој Британији, односно Коламбија рекордс у Сједињеним Америчким Државама.

## Приватни живот
Има брата близанца, Бен Мурс, и сестру, Фаи Мурс. 

## Каријера

### 2009—2010 X Factor
У 2009, Мурс је на аудицији за шесту серију X Factor UK, певао Стиви Вондер "Superstition". Судија Сајмон Кауел је рекао да је ово "најлакше које је икад дао".
У финалу 12. децембра, он је поновио певао песму, "Superstition", након које Сајмон Кауел рекао стављање га у топ 12 је био "најбољи ризик који сам икада узети у мом животу".
Дана 15. децембра, два дана након финала, објављено је да Сајмон Кауел понуди Мурс уговор почетком 2010.

### 2011: In Case You Didn't Know
Албум, In Case You Didn't Know пуштен је у продају 28. новембра 2011.

### 2014—данас: Предстојећи четврти студијски албум
У јулу 2013, Мурс је открио да је поново у студију и снима нови материјал за свој четврти албум, који треба да буде објављен у лето 2014. У фебруару 2014, откривено је да је почеo рад на свом четвртом студијском албуму. 
Четврти студијски албум у издању Епик рекордса је изашао 21. новембра 2014. под називом "Never Been Better". 

## Дискографија
Студијски албуми
- (2010)
- (2011)
- (2012)
- (2014)
- (2016)
- (2018)
- (2022)